# Erschallet, ihr Lieder, erklinget, ihr Saiten! BWV 172
Erschallet, ihr Lieder, erklinget, ihr Saiten!, BWV 172 (Retroneu, cants! Ressoneu, cordes!), és una cantata religiosa de Johann Sebastian Bach per al diumenge de Pentecosta, estrenada a Weimar el 20 de maig de 1714.

## Origen i context
El llibret és probablement de Salomo Franck –encara que no forma part de les obres que va publicar (Vegeu BWV 31) – ja que conté tres àries seguides, l'únic recitatiu no és original, sinó que aprofita un text bíblic, un versicle de l'evangeli Joan (14, 23) i, a més, el text presenta un regust pietista habitual dels escrits de Franck. El coral final conté la quarta estrofa de l'himne Wie schön leuchtet der Morgenstern de Philipp Nicolai de l'any 1599. Aquesta cantata fou interpretada almenys dues vegades més, ja a Leipzig, els anys 1724 i 1731 amb algunes modificacions com la nova tonalitat de Do major. Per a aquesta festivitat s'han conservat tres altres cantates, les BWV 34, BWV 59 i BWV 74.

## Anàlisi
Obra escrita per a soprano, contralt, tenor, baix i cor; tres trompetes i timbals, flauta travessera, oboè, oboè d'amor corda i baix continu amb fagot. Consta de sis números.
1. Cor: Erschallet, ihr Lieder, ihr Saiten (Retroneu, cants! Ressoneu, cordes!)
2. Recitatiu (baix): Wer mich liebet, der wird mein Wort halten (Aquell qui m'estimi, guardarà la meva paraula)
3. Ària (baix): Heiligste Dreieinigkeit (Santíssima Trinitat)
4. Ària (tenor): O Seelenparadies (Oh, Paradís de l'Ànima)
5. Ària (duet de soprano i contralt): Komm, lass mich nicht länger warten (Vine, no em facis esperar més!)
6. Coral: Von Gott kömmt mir ein Freudenschein (De Déu ve cap a mi)

El cor inicial té una aire festiu acusat, d'acord amb la festivitat del dia, amb la presència de trompetes i timbals, d'estructura ternària amb la part central fugada entre dues parts homòfones. En el recitatiu del segon número, l'únic de la cantata, el baix, que representa una cop més la Vox Christi, declama el text evangèlic indicat amb una vocalització ascendent sobre kommen (vindrem) seguida d'una cadència final que arriba a un Do molt greu. A continuació apareixen tres àries seguides; en la primera, número 3, el baix s'adreça a la Santíssima Trinitat, recolzat per les tres trompetes; la segona, de tenor, presenta un contrast molt gran amb l'anterior, amb una línia fluida dels violins i violes a l'uníson, a la primera de les dues seccions destaca la vocalització sobre wehet (transitat) i en la segona secció sobre vergeht (reposa) i nahet sich (és a prop). La tercera ària és la part més original de l'obra, un duet entre l'ànima (soprano) i l'Esperit Sant (contralt) amb dos instruments obligats, un violoncel i un oboè d'amor – el qual no s'introduí fins a la versió de 1724– que toca el coral Komm, Helliger Geist del cançoner d'Erfurt (1524), que s'intercala entre les dues veus. El coral final canta la melodia indicada en què el violí s'afegeix a les quatre veus habituals, possiblement com al·lusió a l'Esperit Sant, protagonista de la Pentecosta. La cantata té un durada aproximada d'uns vint-i-cinc minuts.

## Discografia seleccionada
- J.S. Bach: Das Kantatenwerk. Sacred Cantatas Vol. 9. Gustav Leonhardt, Leonhardt-Consort, Knabenchor Hannover (Heinz Mening, director), Collegium Vocale Gent (Philippe Herreweghe, director), Matthias Echternach (solista del cor), Paul Esswood, Marius van Altena, Max van Egmond. (Teldec), 1994.
- J.S. Bach: The complete live recordings from the Bach Cantata Pilgrimage. CD 22: Holy Trinity, Long Meldford; 11 de juny de 2000. John Eliot Gardiner, English Baroque Soloists, Monteverdi Choir, Lisa Larsson, Nathalie Stutzmann, Derek Lee Ragin, Christoph Genz. (Soli Deo Gloria), 2013.
- J.S. Bach: Complete Cantatas Vol. 2. Ton Koopman, Amsterdam Baroque Orchestra & Choir, Barbara Schlick, Kai Wessel, Christoph Prégardien, Klaus Mertens. (Challenge Classics), 2004.
- J.S. Bach: Cantatas Vol. 7. Masaaki Suzuki, Bach Collegium Japan, Ingrid Schmithüsen, Yoshikazau, Makoto Sakurada, Peter Kooij. (BIS), 1998.
- J.S. Bach: Church Cantatas Vol. 52. Helmuth Rilling, Bach-Collegium Stuttgart, Frankfurter Kantorei, Eva Csapó, Doris Soffel, Adalbert Kraus, Wolfgang Schöne. (Hänssler), 1999.
- J.S. Bach: Sacred Masterpieces. Cantatas CD 18. John Eliot Gardiner, English Baroque Soloists, Monteverdi Choir, Martina Jankova, Robin Blaze, Christoph Genz, Reinhard Hagen. (Archiv Produktion), 2010.